# 菓子パン

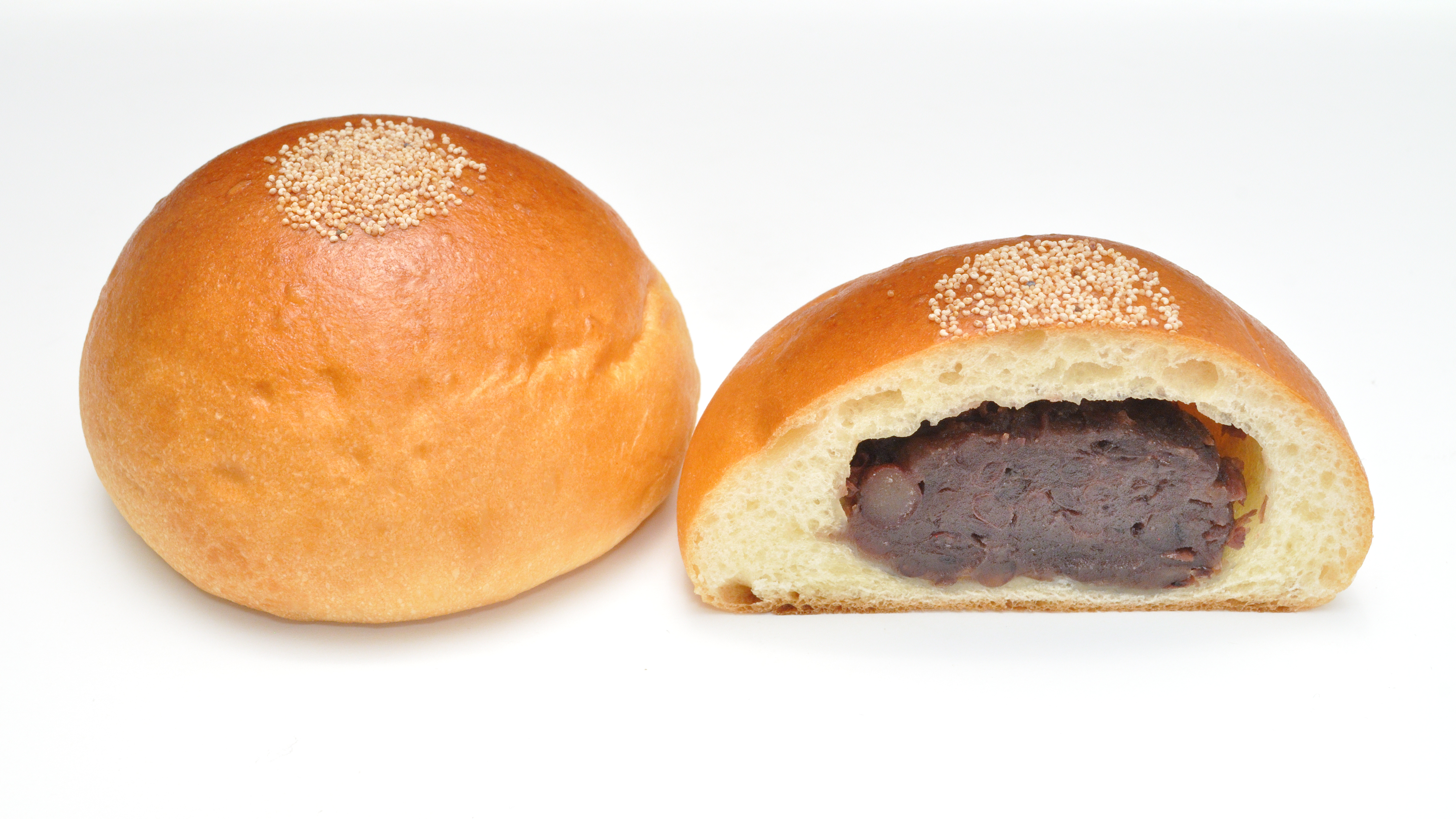
代表的な菓子パンの例、アンパン。

菓子パン（かしパン）とは、表面に甘味を付けたり、内部に甘味のある具材を入れたりしたパン。あんパン、ジャムパン、クリームパンが日本3大菓子パンと言われている。

## 概要
食品表示法の食品表示基準では、パンを食パン、菓子パン、その他のパンと分類している。食品表示基準では、菓子パンは「あん、クリーム、ジャム類、食用油脂等をパン生地で包み込み、若しくは折り込み、又はパン生地の上部に乗せたものを焼いたものであって、焼かれたパン生地の水分が十パーセント以上のもの」のうちパン生地を食パン型に入れて焼いたもの以外のものと、パンに「ケーキ類、ジャム類、チョコレート、ナッツ、砂糖類、フラワーペースト類及びマーガリン類並びに食用油脂等をクリーム状に加工したものを詰め、若しくは挟み込み、又は塗布したもの」と定義されている。

## 日本の菓子パンの歴史
1875年（明治8年）に木村屋總本店が「あんパン」を売り出して大ヒットとなった。あんパンが菓子パンの元祖であると考えられている。1900年（明治33年）には木村屋がジャムパンを、1904年（明治37年）には中村屋がクリームパンを売り出した。その後に庶民の間で菓子パンが定着した。

## 日本以外の菓子パン
表面に甘い味をつけたり甘い具を包んで入れるような、あんパンなどの日本で誕生した菓子パンについては日本独自の文化とされることもあり、「Kashi Pan」などと紹介されることもある。他にも菓子パンは「sweet bread」や「bread cake」と英語に訳されることもある。
菓子パン自体が日本独特の概念であるとされることもあり、欧米では菓子パンのようなものはケーキの一種であると考えられていることが多いと説明されることもある。しかし、欧米においてもバナナブレッドやドライフルーツの入ったパンなど甘味のあるものがパンとして分類されることはある。
日本においてペイストリーやヴィエノワズリーも菓子パンとして扱われることもある。

## 基本的な製法
餡やチョコレート、クリーム、カスタードクリーム、ジャムなどの甘いペースト状の食品（スプレッド）が用いられる。パン生地に包んで焼いたり、焼きあがった空洞のあるパンに注入したりする。
ほかには、砂糖を加えたりチョコレートを練りこんだりして生地を甘くする方法や、メロンパンのように表面に甘い素材をかぶせる方法が見られる。干し果物が混ぜ込まれたもの、甘い風味付けに酒や香料が使われているものも見られる。甘味の他に塩味、酸味や苦味といった要素が含まれるものも多い。

## おもな菓子パン
- メロンパン
- あんパン
- ジャムパン
- シナモンロール
- クリームパン
- チョコレートパン
- コロネ
- ピーナッツパン
- 揚げパン
- 黒糖パン（コッペパンの変種）

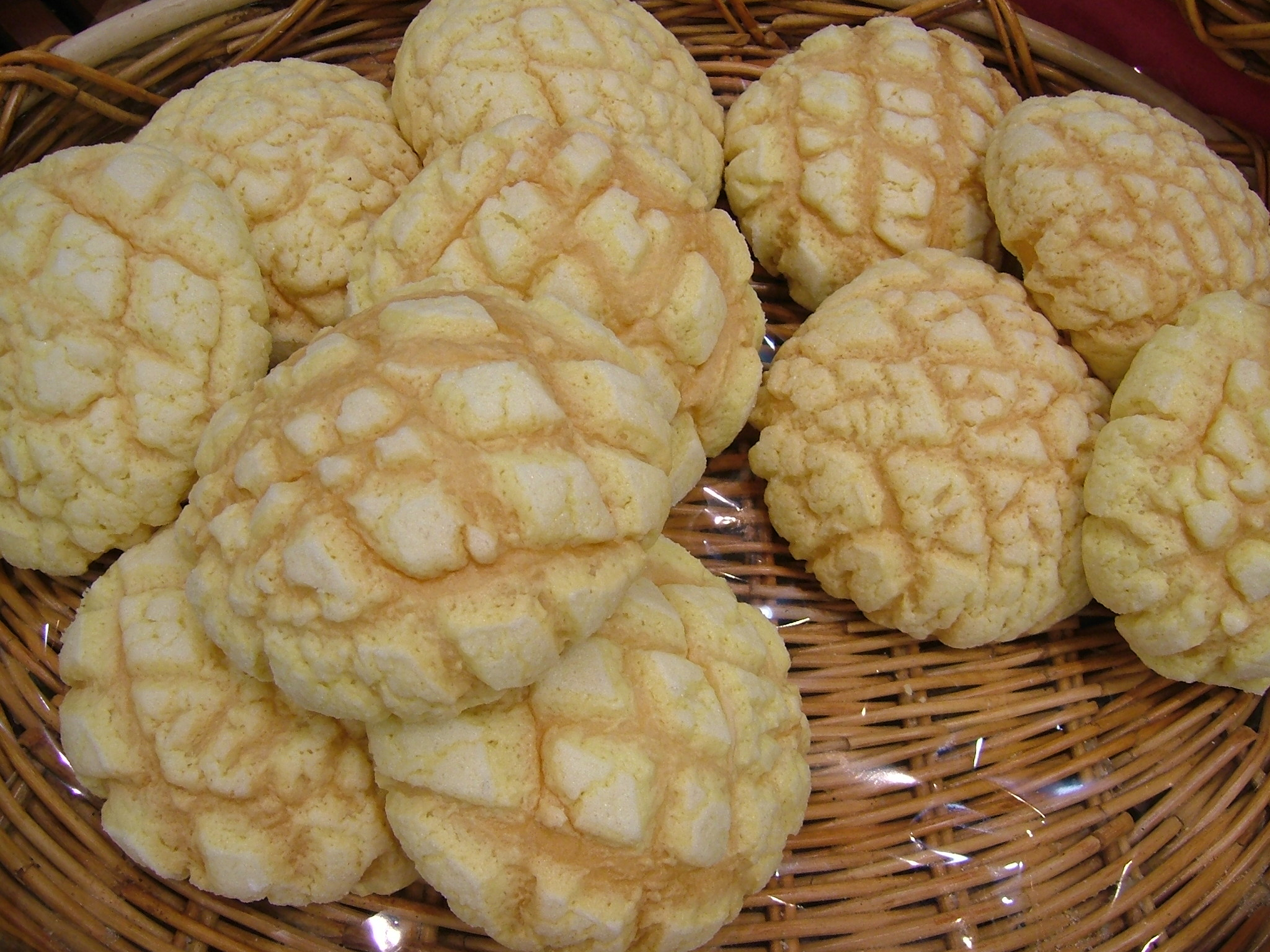
メロンパン

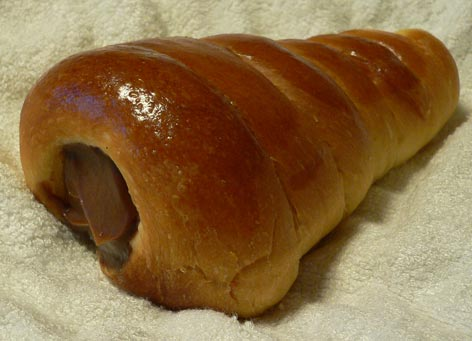
チョココロネ

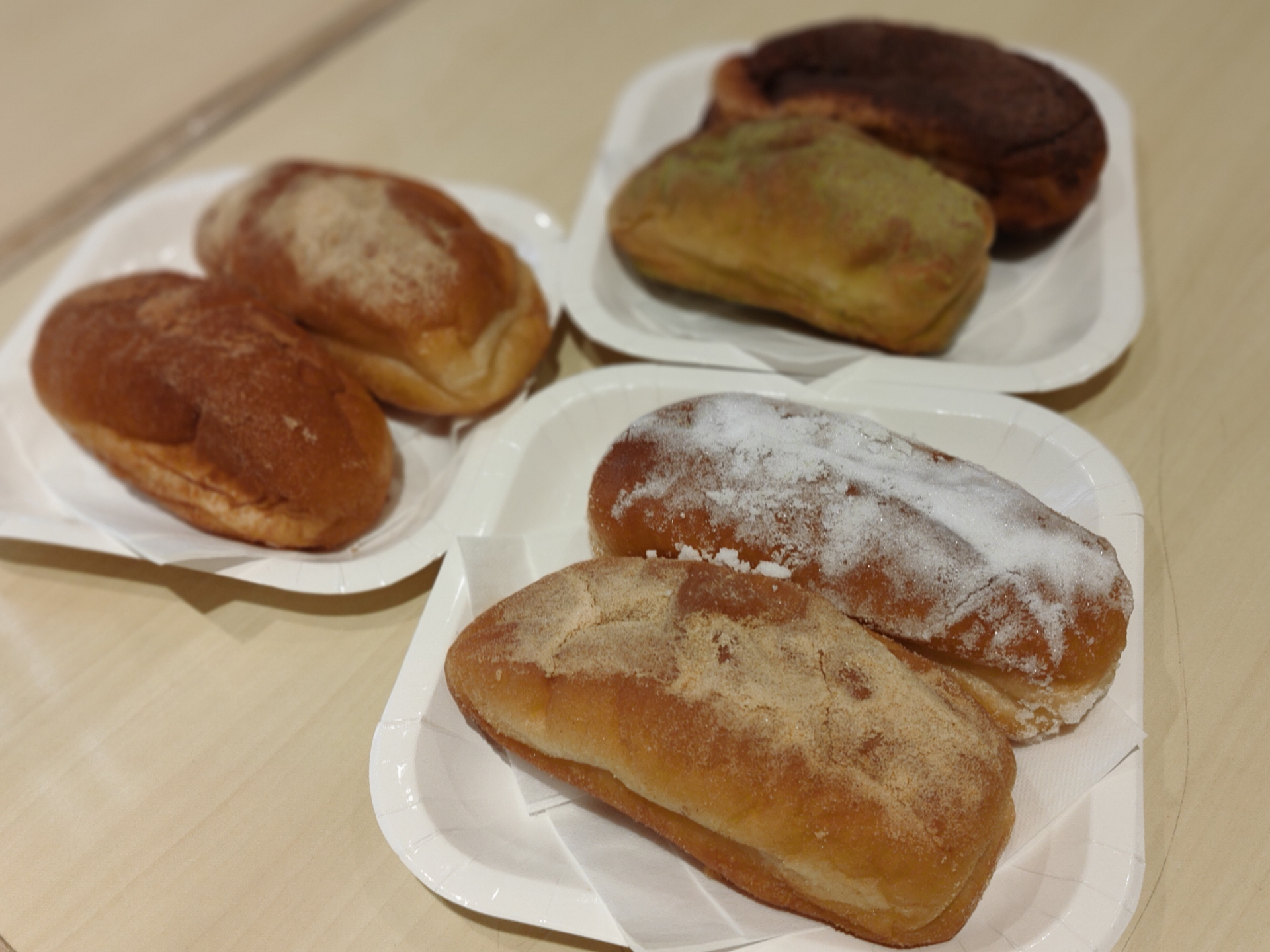
揚げパン

- マーガリントーストもしくはバターシュガートースト
- レモンパン
- 甘食
- ぶどうパン（レーズンパン）
- 豆パン（甘納豆パン）
- ようかんパン

## その他

### 生物

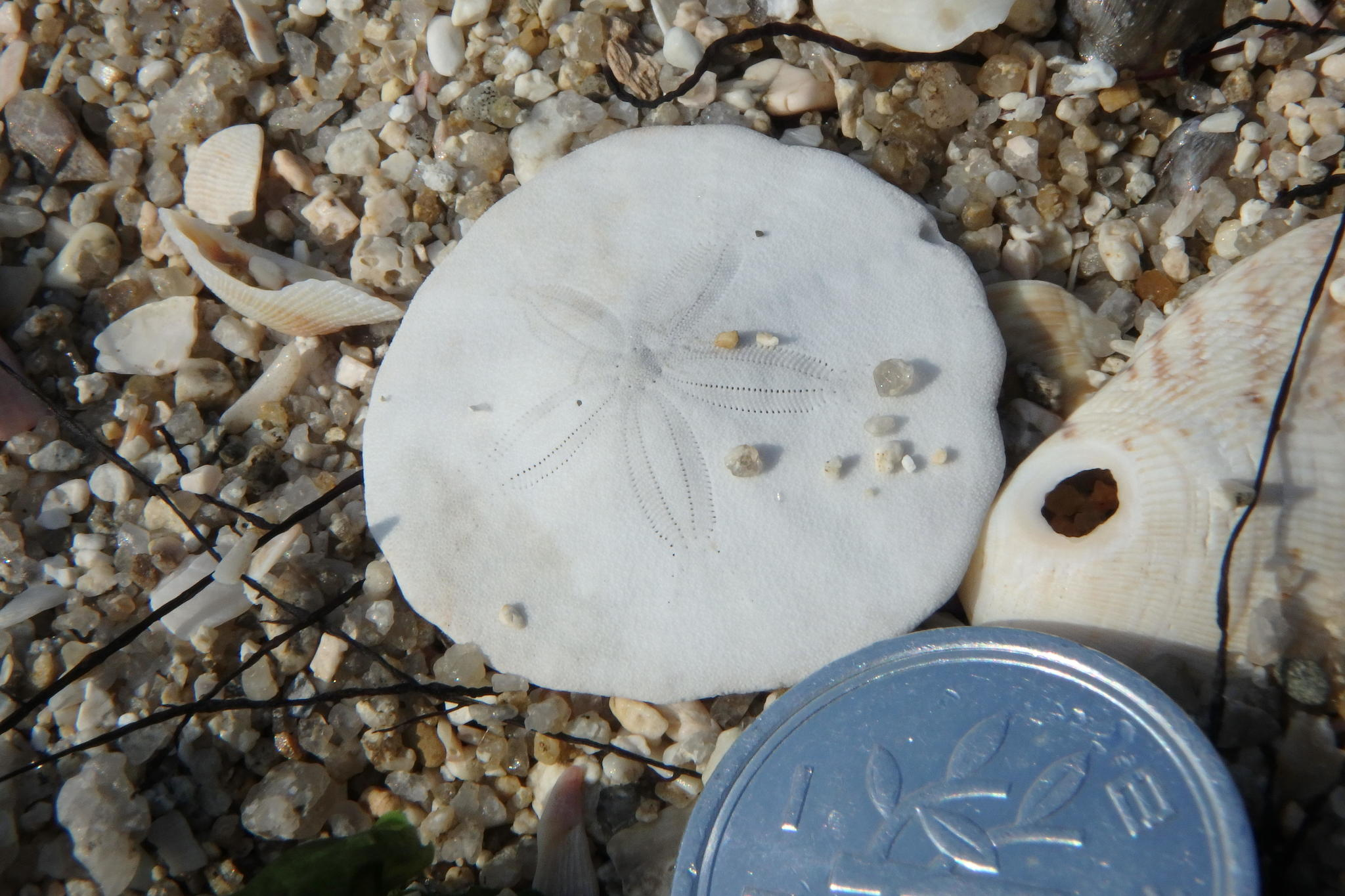
ハスノハカシパン（Scaphechinus mirabilis）

海洋に生息する棘皮動物の一種で「カシパン」または「カシパンウニ」と呼ばれる扁平な円盤形の殻を持つ一群がある。その名は甘食などの菓子パンに由来すると考えられている。食用にはされない。

### 菓子パンを題材とする作品

#### 歌
- ほうかほか（作詞：与田凖一、作曲：渡辺茂）[18][19]

#### 絵本
- アンパンマン（原作：やなせたかし）